# Glutationa S-transferase Mu 1
A glutationa S-transferase Mu 1 (GSTM1) é uma glutationa S-transferase humana.